# Пивоварова, Наталья Петровна
Наталья Петровна Пивоварова (17 июля 1963, Новгород — 24 сентября 2007, Коктебель, АР Крым) — советская и российская певица, основательница и участница музыкальной группы «Колибри».

## Биография
Родилась в 1963 году в Новгороде. Мать — Лидия Петровна Пивоварова, бабушка — Мария Абрамовна Спектор.
В начале 1980-х переехала в Ленинград. В эти годы занималась в студии театра «Лицедеи», работала в танцевальном коллективе Валерия Леонтьева. Была участницей индустриальной группы в «Популярной механике» Сергея Курёхина.
В начале 1988 года организовала и возглавила музыкальную группу «Колибри». Официальная дата рождения коллектива — 8 марта 1988 года. Первое выступление с программой «Каникулы любви» (шлягеры 1960-х годов) состоялось 30 апреля 1988 года в подростковом клубе «Романтик», в котором работала Пивоварова. В течение последующих десяти лет группой при участии Пивоваровой было выпущено 5 альбомов. В 1991 году «Леннаучфильм» снял документальный фильм о творчестве группы «„Колибри“ В Париже и дома» (реж. А. Мартыненко). В 1998 году Пивоварова вместе с группой «Колибри» приняла участие в съёмках фильма «Железная пята олигархии» (реж. Александр Баширов), сыграв проститутку. 18 декабря 1998 года покинула группу и занялась сольной карьерой, создав музыкальное объединение «Соус». Занималась театральной деятельностью (была руководителем проекта «Такой театр»).
В 2000 году окончила Санкт-Петербургский государственный университет культуры и искусств.
Погибла 24 сентября 2007 года в результате дорожно-транспортного происшествия в Крыму (Управляя автомобилем, около четырёх часов утра выехала на полосу встречного движения и столкнулась с другим автомобилем).
Похоронена 27 сентября на Богословском кладбище в Санкт-Петербурге. На могиле на высоком постаменте установлен бюст артистки, а также высечены строчки «Моя любовь не умирает».

Могила певицы на Богословском кладбище

## Личная жизнь
Муж — Александр Лушин, актёр, сценарист, продюсер и рок-музыкант, участник групп «Младшие братья» и «Препинаки». Дочь Аделаида Лушина (род. 6 сентября 1989 года), сын Яков Лушин (род. 18 октября 1993 года).

## Дискография
В составе группы «Колибри»:
- «Манера поведения» (1991)
- «Маленькие трагедии» (1992)
- «Найди 10 отличий» (1995)
- «Бес сахара» (1997)
- «Ремиксы» (1998)

Сольно:
- Улица Зелинского (2008)

Принимала участие в записи:
- Vova и Орган внутренны́х дел. Невозможная любовь (1992)

## Актёрские работы
- 1988 — «Фонтан» — невеста
- 1997 — «Брат» — камео
- 1998 — «Железная пята олигархии» — девица лёгкого поведения
- 1999 — «Улицы разбитых фонарей — 2» (серия 21, «Честное пионерское») — журналистка
- 2002 — «Агентство „Золотая пуля“» (серия 14, «Дело о таможеннике») — преподаватель университета
- 2007 — «Опера-3. Хроники убойного отдела» (серия 2, «Чужая»)
- 2008 — «Не думай про белых обезьян» — эпизодическая роль